# Torneo Nacional de Boxeo Playa Girón 1987
Das Torneo Nacional de Boxeo Playa Girón 1987 wurde vom 19. bis zum 30. Januar 1987 in Holguín ausgetragen und war die 26. Austragung der nationalen kubanischen Meisterschaften im Amateurboxen.

## Medaillengewinner
Die Meistertitel wurden in zwölf Gewichtsklassen vergeben.
| Gewichtsklasse                  | Gold                   | Silber                  | Bronze              |
| ------------------------------- | ---------------------- | ----------------------- | ------------------- |
| Halbfliegengewicht (bis 48 kg)  | Juan Torres Odelin     | Rogelio Marcelo         | Juan Echevarria     |
| Halbfliegengewicht (bis 48 kg)  | Juan Torres Odelin     | Rogelio Marcelo         | Gleider Moreno      |
| Fliegengewicht (bis 51 kg)      | Adalberto Regalado     | Eddy Suárez             | Onelio Varona       |
| Fliegengewicht (bis 51 kg)      | Adalberto Regalado     | Eddy Suárez             | Armelio Luis        |
| Bantamgewicht (bis 54 kg)       | Arnaldo Mesa           | Enrique Carrión         | Ángel Moya          |
| Bantamgewicht (bis 54 kg)       | Arnaldo Mesa           | Enrique Carrión         | Ricardo Echevarria  |
| Federgewicht (bis 57 kg)        | Jesus Sollet           | Ramon Goire             | Antonio Roman       |
| Federgewicht (bis 57 kg)        | Jesus Sollet           | Ramon Goire             | Rene Pedroso        |
| Leichtgewicht (bis 60 kg)       | Julio González         | Idel Torriente senior   | Antonio Acea        |
| Leichtgewicht (bis 60 kg)       | Julio González         | Idel Torriente senior   | Juan Jiménez        |
| Halbweltergewicht (bis 63,5 kg) | Eduardo Correa         | Gilberto Heredia        | Onel Merino         |
| Halbweltergewicht (bis 63,5 kg) | Eduardo Correa         | Gilberto Heredia        | Dagoberto Capote    |
| Weltergewicht (bis 67 kg)       | Candelario Duvergel    | Juan Carlos Lemus       | Fidel García        |
| Weltergewicht (bis 67 kg)       | Candelario Duvergel    | Juan Carlos Lemus       | Ariel Calderon      |
| Halbmittelgewicht (bis 71 kg)   | Orestes Solano         | José Luis Hernández     | Ulisses Castillo    |
| Halbmittelgewicht (bis 71 kg)   | Orestes Solano         | José Luis Hernández     | Jorge Guzman        |
| Mittelgewicht (bis 75 kg)       | Ángel Espinosa         | Julio Quintana Martínez | Wilfredo Martínez   |
| Mittelgewicht (bis 75 kg)       | Ángel Espinosa         | Julio Quintana Martínez | Lino Ramírez        |
| Halbschwergewicht (bis 81 kg)   | Pablo Romero           | Orlando Despaigne       | Adonis Martínez     |
| Halbschwergewicht (bis 81 kg)   | Pablo Romero           | Orlando Despaigne       | Jorge Luis González |
| Schwergewicht (bis 91 kg)       | Félix Savón            | Roberto Balado          | Ventura Donatien    |
| Schwergewicht (bis 91 kg)       | Félix Savón            | Roberto Balado          | Victor Ispuria      |
| Superschwergewicht (über 91 kg) | Leonardo Martínez Fizz | Jorge Luis González     | Giraldo Despaigne   |
| Superschwergewicht (über 91 kg) | Leonardo Martínez Fizz | Jorge Luis González     | Juan Laguardia      |